# Cephalodella paxilla
Cephalodella paxilla är en hjuldjursart som beskrevs av Myers 1924. Cephalodella paxilla ingår i släktet Cephalodella och familjen Notommatidae. Inga underarter finns listade i Catalogue of Life.